# Зелёные Луки (Гомельский район)
Зелёные Луки (бел. Зялёныя Лу́кі) — деревня в Урицком сельсовете Гомельского района Гомельской области Республики Беларусь.

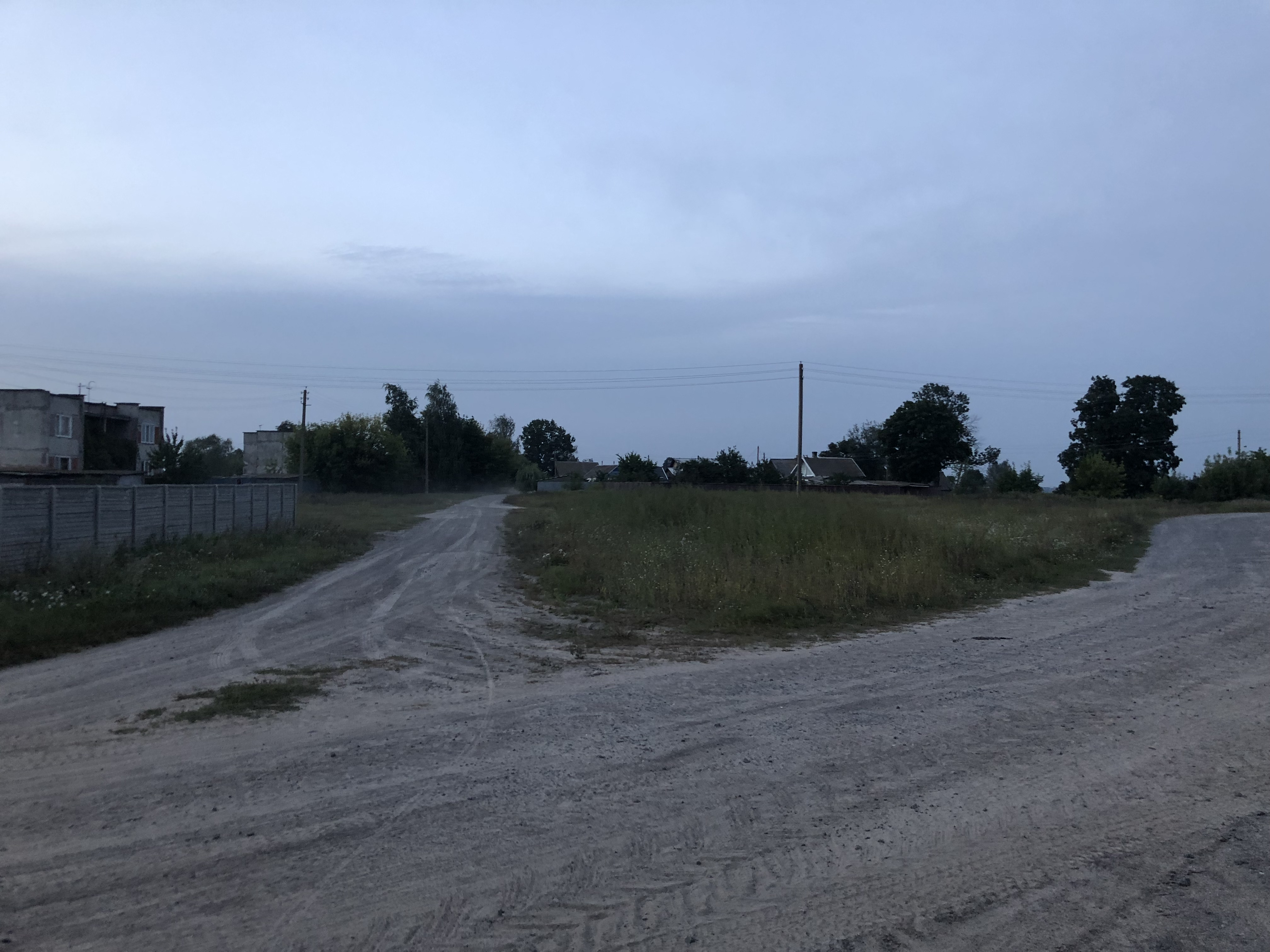
Перекресток в центре деревни, сентябрь 2018 года

## География

### Расположение
В 10 км на северо-запад от областного центра и железнодорожной станции Гомель (на линии Жлобин — Гомель).

### Гидрография
На северо-востоке и востоке — мелиоративные каналы, соединённые с рекой Беличанка (приток реки Уза).

## Транспортная сеть
Транспортные связи по просёлочной дороге, потом по шоссе Довск — Гомель. Планировка состоит из прямолинейной меридиональной улицы, застроенной деревянными домами усадебного типа.

## История
По письменным источникам известна с XVIII века как село в Речицком повете Минского воеводства Великого княжества Литовского. После 1-го раздела Речи Посполитой (1772 год) в составе Российской империи. В 1788 году во владении графа П.А. Румянцева-Задунайского, в Белицком уезде Могилёвской губернии. В 1816 году в составе Богуславской экономии Гомельского поместья. В 1834 году владение князя И.Ф. Паскевича. В 1886 году действовал хлебозапасный магазин. Согласно переписи 1897 года располагались 2 ветряные мельницы, в Телешевской волости Гомельского уезда. В 1909 году 253 десятин земли.
В 1926 году работала школа, в Старобелицком сельсовете Уваровичского района Гомельского округа. В 1930 году организован колхоз, работала артель по добыче торфа. Во время Великой Отечественной войны 19 жителей погибли на фронте. В 1959 году в составе колхоза имени М. С. Урицкого (центр — деревня Урицкое). Размещается подсобное хозяйство акционерного общества «Гомельстекло».
До 31 октября 2006 года в составе Старобелицкого сельсовета.

## Население

### Численность
- 2004 год — 17 хозяйств, 36 жителей

### Динамика
- 1788 год — 48 ревизских душ
- 1798 год — жителя
- 1811 год — дворов, жителей
- 1834 год — 8 дворов
- 1886 год — 11 дворов
- 1897 год — 21 двор, 119 жителей (согласно переписи)
- 1909 год — 178 жителей
- 1926 год — 38 дворов
- 1959 год — 182 жителя (согласно переписи)
- 2004 год — 17 хозяйств, 36 жителей